# 乍得盆地國家公園
乍得盆地國家公園是西非國家尼日利亞的國家公園，位於該國東北部，佔地2,258平方公里，野生動物包括非洲象、長頸鹿、赤額瞪羚等。